# لورا شاي
لورا شاي (بالإنجليزية: Laura Shay)‏ هي مغنية مؤلفة أمريكية، ولدت في 7 نوفمبر 1982 في فيلادلفيا في الولايات المتحدة.

## وصلات خارجية
- الموقع الرسمي
- لورا شاي على موقع ميوزك برينز (الإنجليزية)